# Death Is Promised
Death Is Promised är en EP av det svenska hardcorebandet Path of No Return, utgiven 2004 på skivbolagen Unity Is All Records och District 19 Inc.

## Produktion
Death Is Promised spelades in och mixades i Studio Cave av Pontus Ekwall, som också var producent.

## Låtlista
1. "Forever Gone" - 2:49
2. "Death Is Promised" - 2:48
3. "Slit Your Wrists" - 3:39
4. "You Will Never See Me Fall Apart" - 2:41
5. "Her Death" - 2:59
6. "As You Crawl to Your Grave" - 3:39
7. "Bonus Track" - 2:05

## Personal
- Daniel Cederborg - gitarr
- Pontus Ekwall - producent, mixning
- Adam Hector - sång
- Adam Holmkvist - bas
- Martin Jacobsson - trummor (krediterad som "Logan")
- Rickard Källqvist - mastering

### Fotnoter
1. 1 2  ”Death Is Promised”. Discogs.com. http://www.discogs.com/Path-Of-No-Return-Death-Is-Promised/release/912910. Läst 25 mars 2012.